# شورسولو، قوبوستان
شورسولو (به لاتین: Şorsulu) یک منطقه مسکونی در جمهوری آذربایجان است که در شهرستان قبوستان واقع شده‌است.